# Distichoselinum
Distichoselinum és un gènere monotípic de planta herbàcia de la família de les Apiàcies. La seva única espècie, Distichoselinum tenuifolium, és originària d'Espanya.

## Descripció

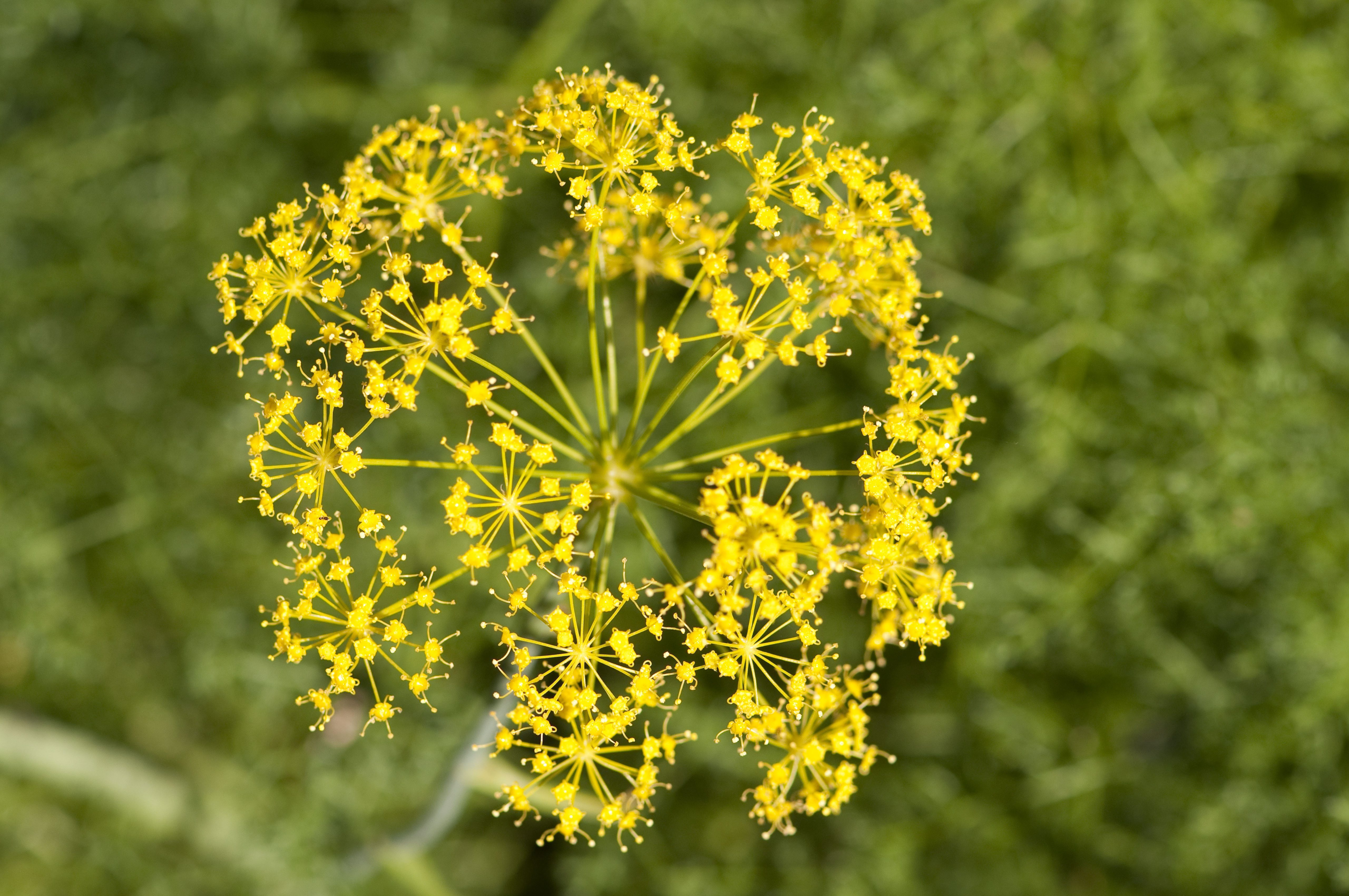
Inflorescència

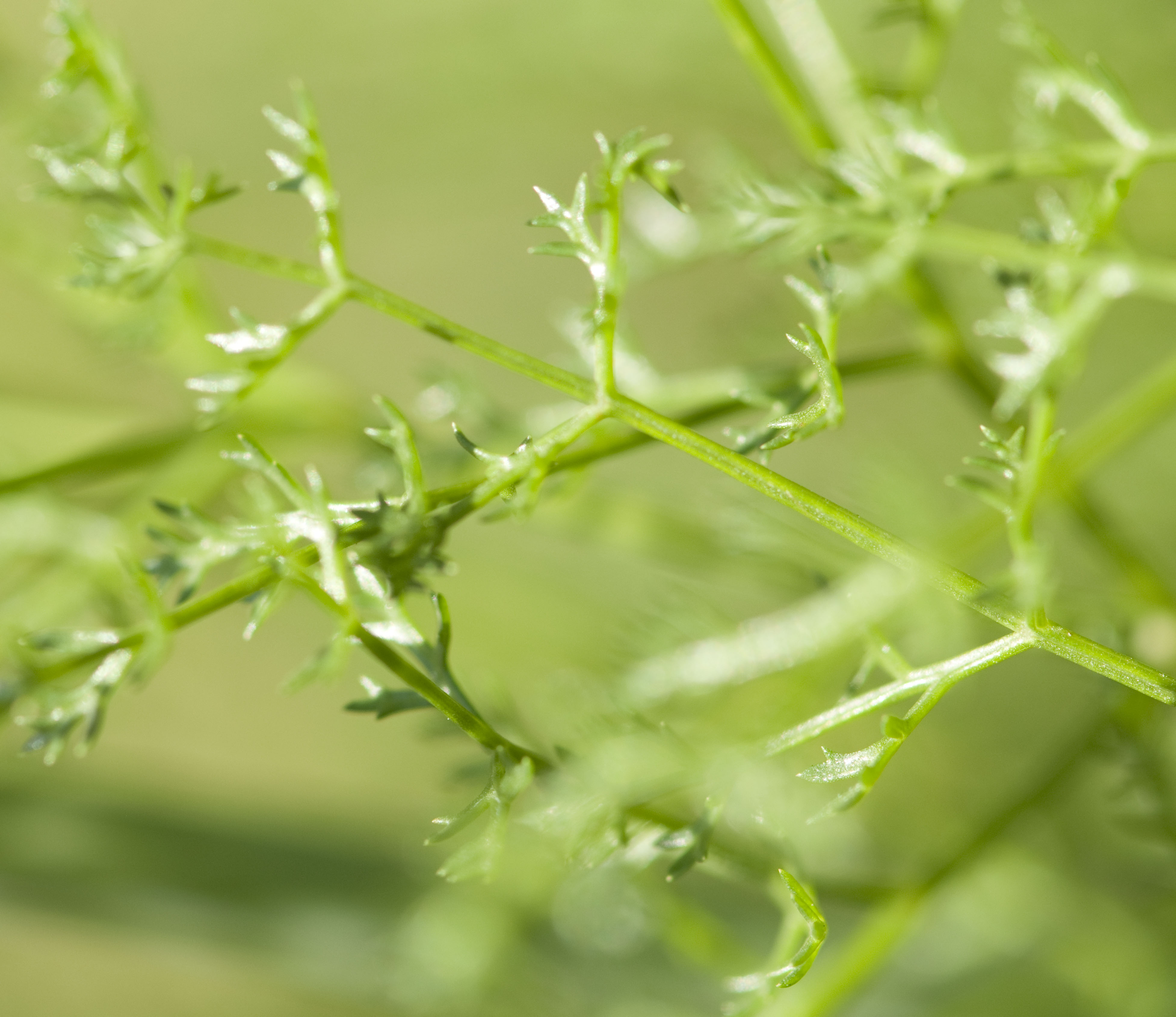
Detall de la tija.

És una herba perennifòlia, rizomatosa, totalment glabra. Tiges de fins a 130 cm d'alçada. Fulles basals dístiques, (4)5 pinnatisectes, de fins a 55 cm, de contorn ovat, amb únicament 2 segments a la base del limbe, amb divisions d'últim ordre d'1-3(4,5) × 0,2-0,8 mm, linears o linear-lanceolades, crasses, canaliculades, mucronulades. La inflorescència en umbel·la principal amb (9)15-30(42) radis de fins a 15 cm en la fructificació. De a 4 a 12 bràctees, de fins a 25 mm, iguals, subiguals o molt desiguals, reflexes i persistents. De a 6 a 12 bractèoles, reflexes i persistents. Calze amb dents de 0,5-0,8 × 0,3-0,7 mm. Estils d'1-3,5 mm a la fructificació. Fruits 8-18 × 2-4 mm (excloses les ales); mericarpis amb les costelles secundàries prolongades en ales d'un groc daurat, les dorsals de fins a 2,6 mm d'amplada i les laterals de fins a 3,2 mm. Té un nombre de cromosomes de 2n = 22; n = 11.

## Distribució i hàbitat
Es troba a matollars molt degradats, sobre pedres calcàries, margues, gresos bàsics i guixos, on és freqüent a les vores de cultius, al sud i est de la península Ibèrica.